# Drosanthemum nitidum
Drosanthemum nitidum là một loài thực vật có hoa trong họ Phiên hạnh. Loài này được (Haw.) Schwantes mô tả khoa học đầu tiên năm 1938.